# Кубик Рубіка

Кубик Рубіка

Ку́бик Ру́біка (часто помилково кубик-рубик) — механічна головоломка, яку винайшов 1974 року угорський скульптор, винахідник Ерне Рубік.
Ерно Рубік назвав свій винахід «Магічний куб», але у 1980 році компанія англ. Ideal Toys перейменувала головоломку за іменем винахідника і цього ж року виграла німецьку нагороду «Гра року» (нім. Spiel des Jahres).
Уже продано понад 300 000 000 екземплярів іграшки в усьому світі.

## Історія

### Винахід
У березні 1970 Гаррі Д. Нікольс винайшов і пізніше запатентував у США перший кубик розміром 2×2×2 (англ. "Puzzle with Pieces Rotatable in Groups"). Кубика Нікольса зберігав цілісність за допомогою магнетизму. Після нього Франк Роксі отримав британський патент на кубик розміром 3×3×3 (англ. "Spherical 3×3×3").

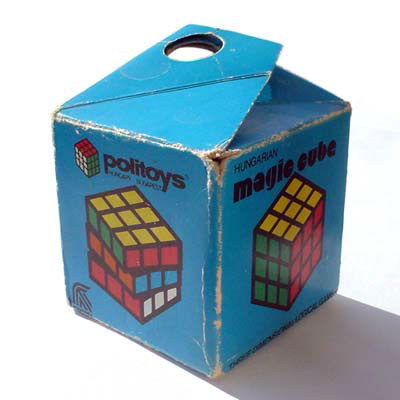
Оригінальне пакування кубика Рубіка

Рубик винайшов свій «Магічний Кубик» у 1974 році та отримав угорський патент HU170062 роком пізніше, але не подав на отримання міжнародних патентів. Перша пробна партія продукту була запущена в кінці 1977 року і надійшла у Будапештські іграшкові магазини. Пластикові елементи, які були покладені в основу виробу, були значно дешевші ніж магніти за дизайном Нікольса. У вересні 1979 року угода з Ideal Toys вивела «Магічний Кубик» у західний світ, і головоломка дебютувала на іграшковому ринку у січні та лютому 1980 року.
У 1982 році компанія Moleculon Research Corp, асигнована Нікольсом, подала в суд на Ideal Toys за недотримання патентного договору. За рішенням суду кишеньковий кубик 2×2×2 порушував патент Нікольса, але кубик Рубіка 3×3×3 залишався патентованим винаходом Е. Рубіка.

### Популярність
З 1980 по 1982 роки було продано понад 1 млн кубиків Рубіка. Ideal Toys випускала «Інформаційний бюлетень кубика Рубика» з 1980 по 1983 роки.

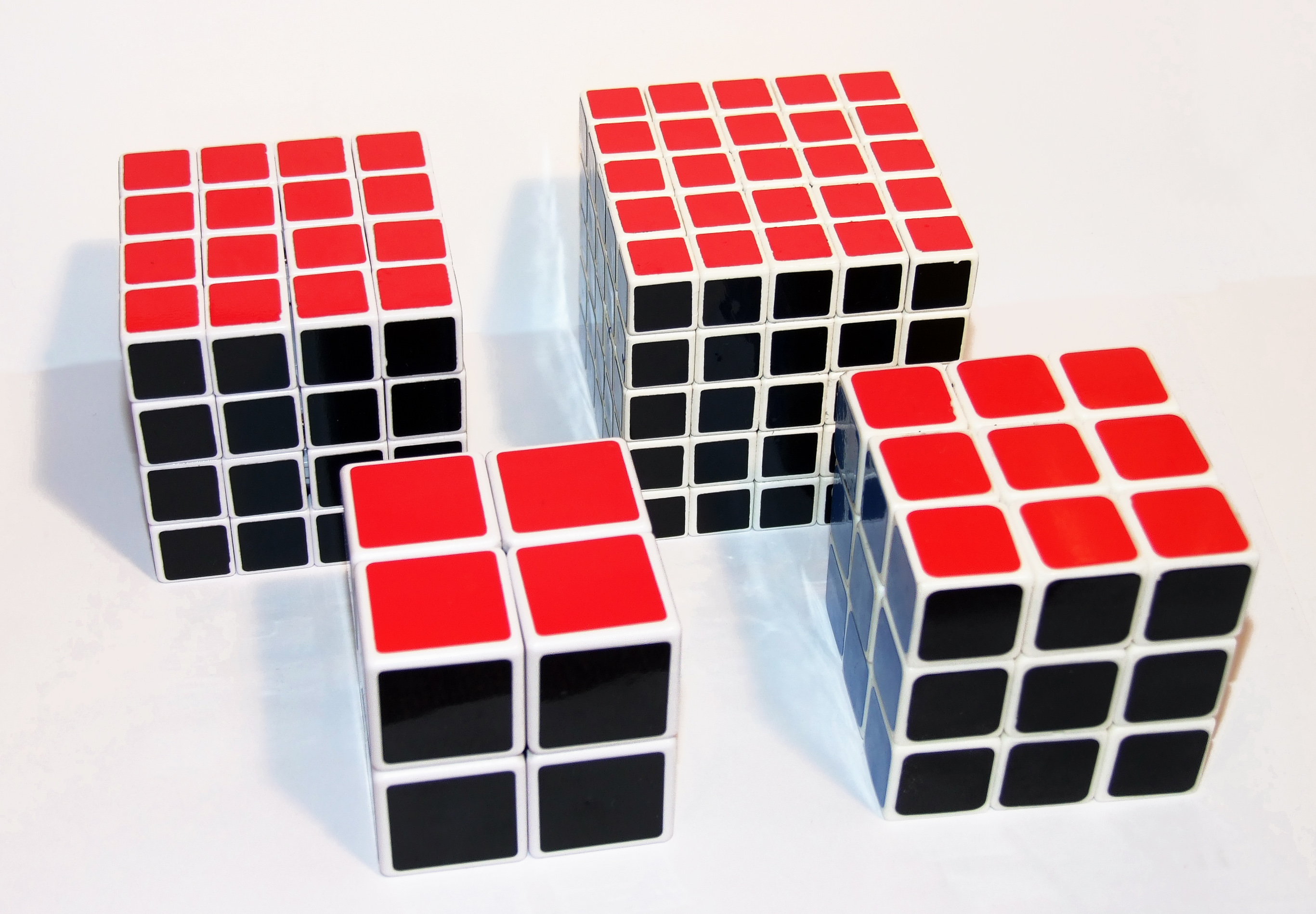
Варіанти кубиків Рубіка (зліва направо: Помста Рубіка, Кишеньковий кубик, Професорський кубик, Кубик Рубіка).

Незабаром з'явились схожі головоломки, як від самого Рубіка, так і з інших джерел, включаючи кубик 4×4×4 — «Помста Рубіка».
Є також варіанти розмірів 2×2×2 та 5×5×5 («Кишеньковий кубик» і «Професорський кубик», відповідно) та головоломки інших форм, таких як піраміда і тетраедр.
5 червня 1982 у Будапешті відбувся перший чемпіонат світу зі складання кубика Рубіка[джерело?].
У травні 2005 грецький винахідник П. Вердес (Panagiotis Verdes) сконструював кубик Рубіка розміром 6×6×6. 23 травня 2006 року Френк Моріс, світовий чемпіон з розв'язування кубика Рубіка, протестував цю версію. Йому вистачило 5 хвилин і 37 секунд на розв'язок головоломки. Раніше версію 3×3×3 він розв'язав за 15 секунд, 4×4×4 — за 1 хвилину 10 секунд, 5×5×5 — за 1 хвилину 46,1 секунди. У липні 2006 року успішно сконструював кубик 7×7×7. 27 жовтня 2006 року було випущено відеорозв'язок Морісом цієї головоломки. Він розв'язав її за 6 хвилин 29,31 секунди.
У 1994 році Мілінда Грін, Дон Хатч та Джей Бекенільт (Melinda Green, Don Hatch, Jay Berkenilt) створили 4-ри вимірний 4×4×4×4 аналог кубика. Кількість можливих станів цього кубику перевищує кількість атомів у Всесвіті. Станом на січень 2007 року лише 55 осіб змогли його розв'язати. У 2006 році Ройс Нельсон та Чарлі Невіл (Roice Nelson, Charlie Nevill) створили 5-ти вимірну модель 5×5×5×5×5. Станом на 2007 року її розв'язало лише 7 осіб.

## Математичний опис
З погляду математики переміщення окремих кубиків при повороті граней кубика Рубіка є перестановками скінченної множини станів окремих кубиків (їхнього положення та орієнтації). Усі можливі повороти граней утворюють групу, отже, процес збирання кубика можна досліджувати за допомогою теорії груп перестановок скінченних множин.
Для запису перетворень можна використати алгебраїчну нотацію, у якій літери Ф, Т, Л, П, В, Н означають поворот на 90 градусів за годинниковою стрілкою відповідно фронтальної, тилової, лівої, правої, верхньої та нижньої граней. Поворот грані проти годинникової стрілки, тобто обернена операція, позначається піднесенням відповідної літери до степеня −1, наприклад, Ф−1. Два послідовних повороти однієї грані, що є добутком відповідних перестановок, позначається піднесенням до степеня 2, наприклад, Ф2.
Таким чином, якщо літери M та N позначають дві грані кубика, то
| M        | Поворот грані на 90° за годинниковою стрілкою                                                    |
| M−1      | Поворот грані на 90° проти годинникової стрілки                                                  |
| MM−1     | Добуток прямого та оберненого перетворень є тотожною перестановкою і не міняє стан кубика Рубіка |
| M2       | Поворот грані на 180° за годинниковою стрілкою.                                                  |
| M−2      | Або, що те ж саме, поворот грані на 180° проти годинникової стрілки                              |
| M−1NM    | Спряження повороту N за допомогою повороту M                                                     |
| MNM−1N−1 | Комутатор поворотів N та M                                                                       |

В англомовній нотації запису дій збирача кубика Рубіка для позначення поворотів граней за годинниковою стрілкою використовуються літери F (англ. front — фронтальна), B (англ. back — задня), L (англ. left — ліва), R (англ. right — права), U (англ. up — верхня), D (англ. down — нижня). Повороти проти годинникової стрілки для спрощення запису позначаються штрихом, наприклад, F′. Також використовуються маленькі літери f, b, l, r, u та d для позначення поворотів двох граней і літери x, y, z для поворотів всього кубика.

## Комбінаторика
Звичайний Кубик Рубіка (3×3×3) може мати (8! × 38−1) × (12! × 212−1)/2 = 43 252 003 274 489 856 000 різних позицій (комбінацій), або приблизно 4,3 × 1019. Попри таку величезну кількість комбінацій станів, будь-який кубик Рубіка можна розв'язати не більш ніж за 20 рухів.
Для порівняння, якщо викласти всі комбінації кубика Рубіка за кінці вздовж однієї лінії, то довжина цієї лінії становитиме 261 світловий рік.
Існує (8! × 38) × (12! × 212) = 519 024 039 293 878 272 000 імовірних варіантів розміщення елементів кубика, але лише один із дванадцяти можна отримати на практиці. Причиною цього є те, що неможливо рухати бокові елементи. Отже, існує 12 можливих наборів досяжних конфігурацій, які також називають орбітами.

## Змагання зі швидкубінгу

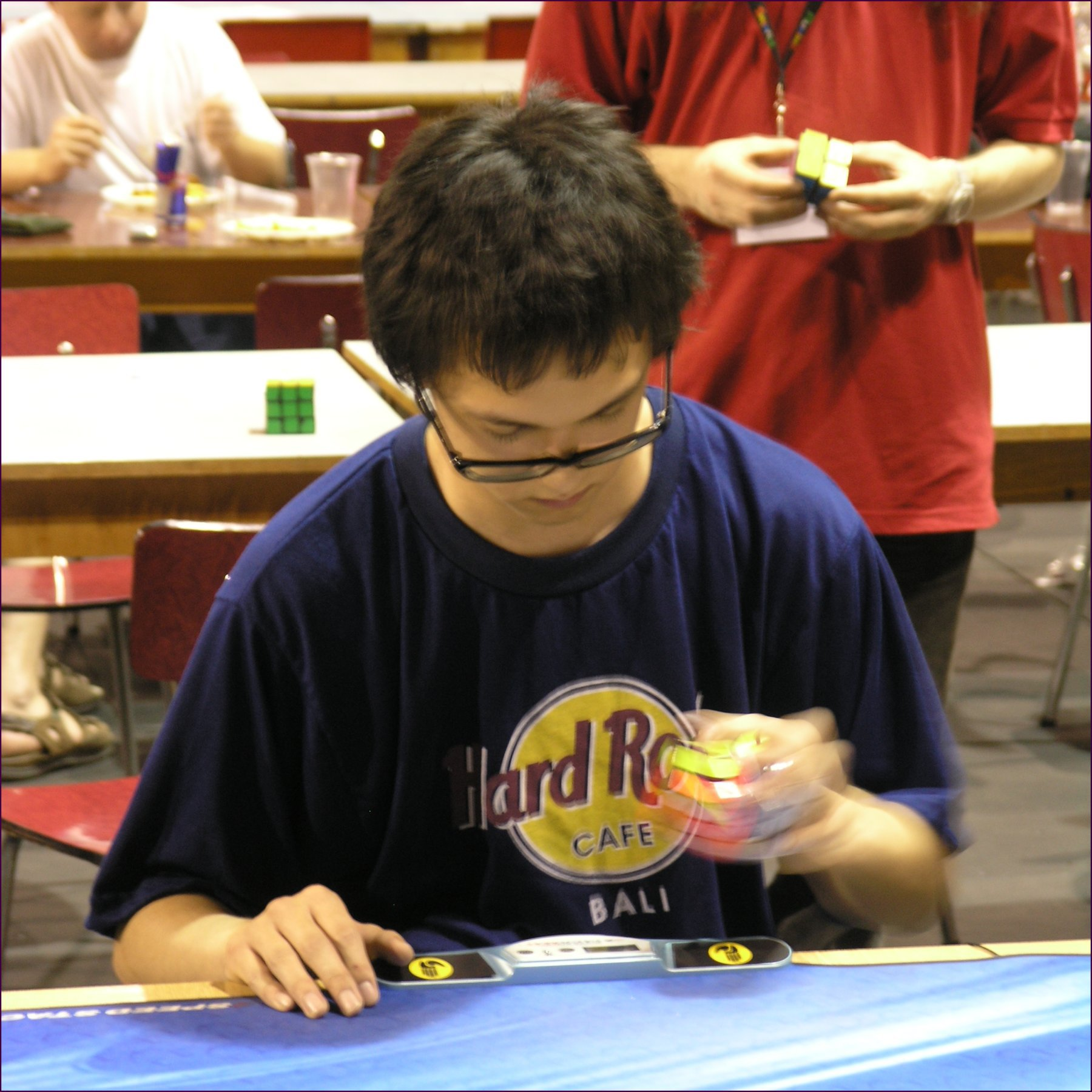
Змагання зі швидкубінгу, збирання однією рукою

Проводиться досить багато змагань швидкубінгу для визначення найшвидшого збирання кубика Рубіка. З 2003 по 2006 роки було проведено 72 офіційні змагання, з яких 33 — у 2006.
Не кожний куб є швидкісним. Ознаки швидкісних кубиків: має гвинти регулювання, скруглені кути та особливу конструкцію механізму.
Перший світовий чемпіонат зі швидкубінгу, організований Книгою Рекордів Гіннеса, відбувся у Мюнхені 13 березня 1981 року. Офіційним переможцем із рекордним часом 38 секунд став Юрій Фрошль, уродженець Мюнхена. Перші міжнародні змагання відбулися у Будапешті 5 червня 1982 р. Чемпіоном став Мін Тай, в'єтнамський студент із Лос-Анджелеса, з часом 22,93 секунди.
З 2003 року змагання проводяться за середнім часом (усереднення 3 із 5 спроб); але одинарний найкращий результат також реєструється.
Асоціація World Cube Association (WCA) веде історію рекордів. У 2004 р. WCA ввела обов'язкове використання спеціального вимірювального секундоміра.
Люди установлювали рекорд за рекордом, стрімко наближаючись до фантастичної позначки — 10 секунд. І ось це сталося 5 травня 2007 р. Першою людиною, яка перемогла на офіційних змаганнях з результатом 10 секунд, став Тібо Жаклін з Франції. Його результат був 9,86, і це був світовий рекорд. За 2007 і 2008 роки цей рекорд був побитий, причому не один раз.
Потім у кубінгу сталася справжня сенсація: 13 липня 2008 Ерік Аккерсдайк установив новий світовий рекорд — 7,08 секунди. Цей рекорд тримався більше ніж два роки, але потім почалася нова хвиля кубінгу на чолі зі справжньою зіркою Феліксом Земдегсом з Австралії. Фелікс складав кубик настільки швидко, що всі розуміли: побити 7,08 с — це всього лише справа часу.
І ось 13 листопада 2010 р. Фелікс перемагає з часом 6,77 с. Середній час — менше ніж 8 секунд! Але на цьому Фелікс не зупинився й у наступних змаганнях улаштував цілу серію рекордів з одноразової спроби та середнього часу. Наприкінці 2010 — початку 2011 року Фелікс став неперевершеним у цій справі. І тільки наприкінці 2011-го р. найкращі кубери починають поступово наближатися до його часу. Чемпіоном світу у 2011 році Феліксу стати не вдалося, хоча він був фаворитом. Психологія і моральна підготовка відіграють у швидкубінгу чи не найголовнішу роль, коли справа доходить до часу, меншого за 10 секунд.
Зараз офіційний світовий рекорд складання кубика за першою спробою становить 3,13 секунди (Макс Парк), за середнім часом 5,53 секунди (Фелікс Земдегс).
Існують також альтернативні змагання з певними нестандартними умовами:
- змагання наосліп[16];
- змагання, коли одна особа із зав'язаними очима виконує дії, які каже йому партнер;
- збирання кубика під водою на одному вдиху[17];
- збирання кубика однією рукою[18];
- збирання кубика ногами[19].

## Цікаві факти про кубик Рубіка
- У 1974 році угорський скульптор і викладач архітектури Ерне Рубік винайшов свою головоломку — кубик Рубіка, а наступного року запатентував.
- За цей час кубик Рубіка став лідером за кількістю проданих екземплярів — понад 350 млн штук.
- Алгоритм складання кубика Рубіка за найменшу кількість ходів назвали «алгоритмом Бога». Математик Тома Рокицький за допомогою розширених комп'ютерних розрахунків 2008 року довів, що для цього треба зробити 22 ходи,[20][21][22] а в липні 2010 команда дослідників, до якої входив і Рокицький, у співпраці з компанією Google довела, що за певних початкових комбінацій для складання кубика може знадобитися всього лиш 20 ходів.[23][24]

- Класичний кубик Рубіка має 3×3×3 квадратики, а найбільший — 22×22×22[джерело?].
- Люди, які займаються швидкісним складанням кубика Рубіка, називаються спідкуберами. Зараз[коли?] офіційний світовий рекорд складання кубика за першою спробою становить 3,47 секунди. .
- Як не дивно, змагання проходять у декількох номінаціях: збирання двома руками або однією, із закритими очима, а також під водою на одному вдиху.
- Житель Бразилії Габріель Перейра Кампанья зібрав кубик Рубіка ногами за 25,14 секунди.
- У 1980 році, коли головоломка була максимально популярною, її крутив кожен п'ятий з жителів нашої планети.
- Стандартний розмір сторони кубика Рубіка складає 57 мм.
- На YouTube можна знайти майже 40 тисяч відеороликів, пов'язаних з цією головоломкою.
- До 40-річчя винаходу головоломки кубика Рубіка було встановлено бронзовий кубик. Технічно можна вважати, що це і не міні-скульптура, бо виконана вона в натуральну величину. Новий міні-пам'ятник розмістили 22 грудня 2014 року недалеко від Свободки — на перилах сходів, що ведуть з Православної набережної до Пішоходного мосту. Тут, також розмістили вказівники із відстанню до європейських міст.
- Станом на сьогодні вважається, що найдовшою є збірка кубика Рубіка протягом 26 років. Такий термін знадобився британцеві Грему Паркеру, який отримав іграшку як подарунок на 19-річчя, а закінчив складання у віці 47 років.[25]